# Апольда
Апо́льда (нем. Apolda) — город в Германии, в земле Тюрингия. Входит в состав района Веймар. Население составляет 23 131 человек (на 31 декабря 2010 года). Занимает площадь 46,15 км². Официальный код — 16 0 71 001.

## История
Начиная с первых упоминаний в источниках (1-я половина XII века) Апольда принадлежала графам Фицтум, чей родовой замок стоит на возвышении в южной части города. По смерти последнего Фицтума апольдской линии в 1631 году герцоги Саксен-Веймарский и Саксен-Альтенбургский подарили 15 октября 1633 года замок и имение со всеми их правами Иенскому университету.
С XVI века Апольда была крупнейшим текстильным центром Тюрингии и фабричной столицей герцогства Саксен-Веймарского. Здешнее трикотажное предприятие — самое большое в Тюрингии, поэтому Апольду называют «городом чулков».
Апольда также известна как место выведения доберманов. Эта порода собак получила название в честь местного селекционера Ф. Л. Добермана.

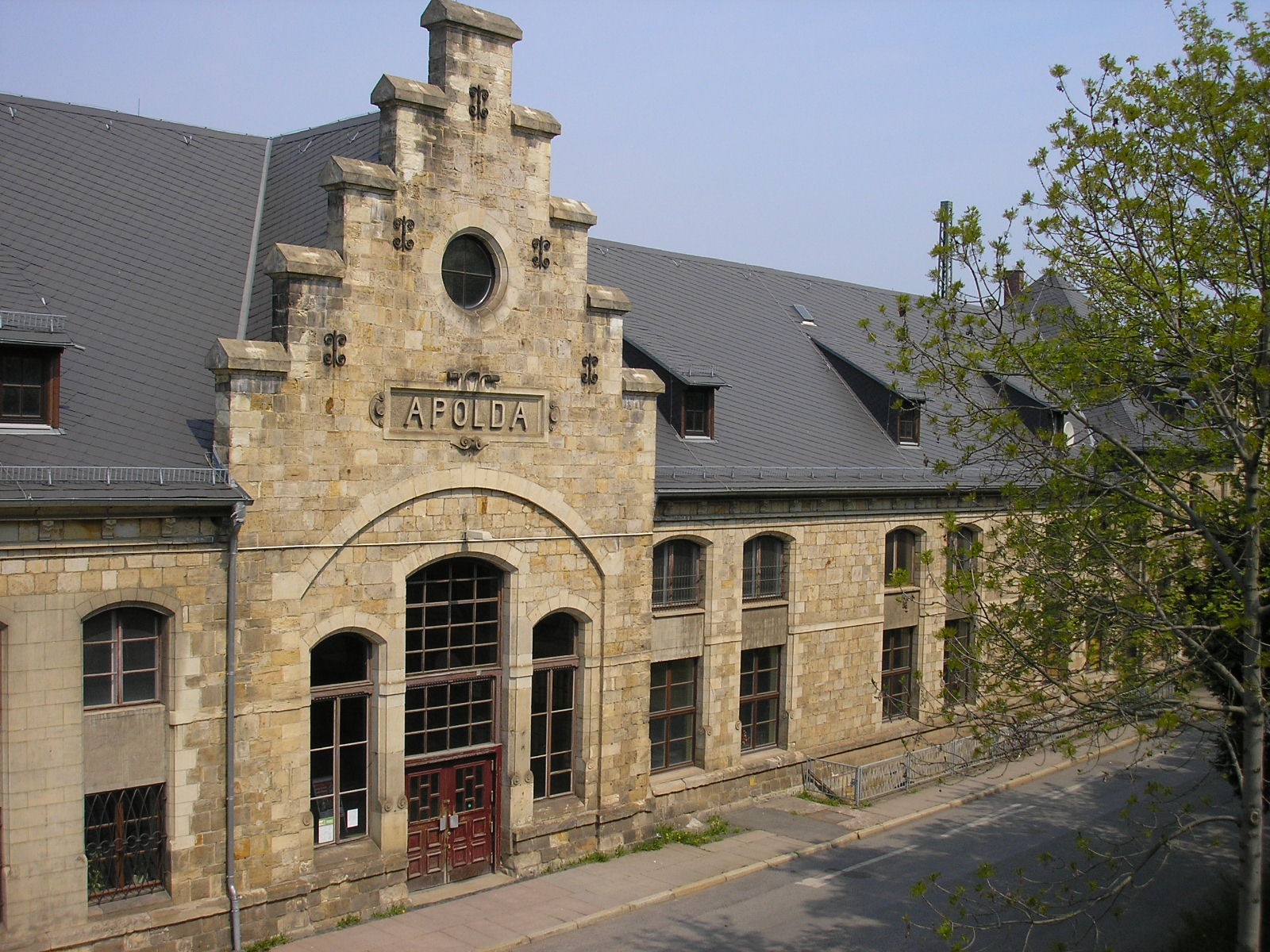
Вокзал
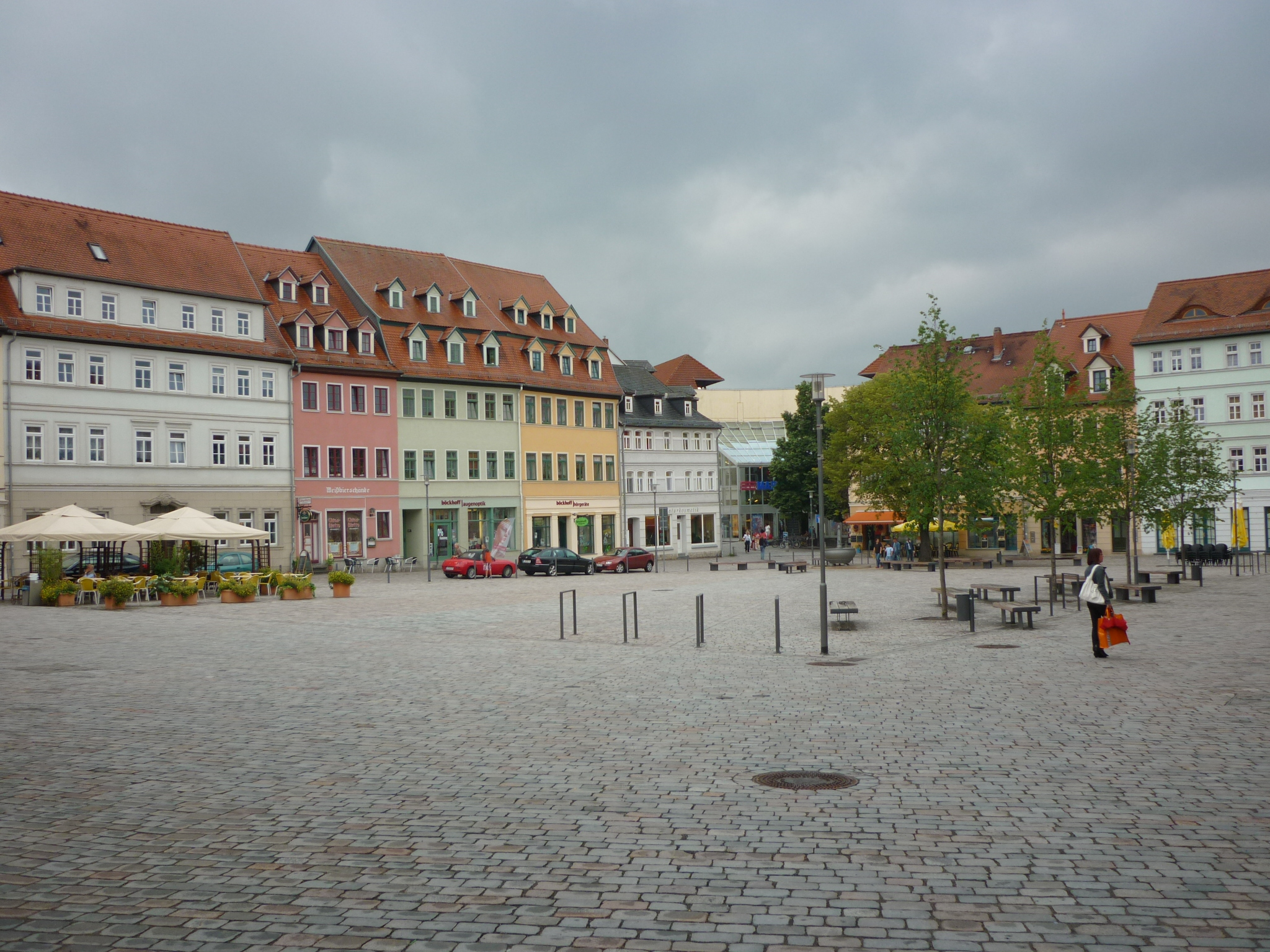
Рыночная площадь
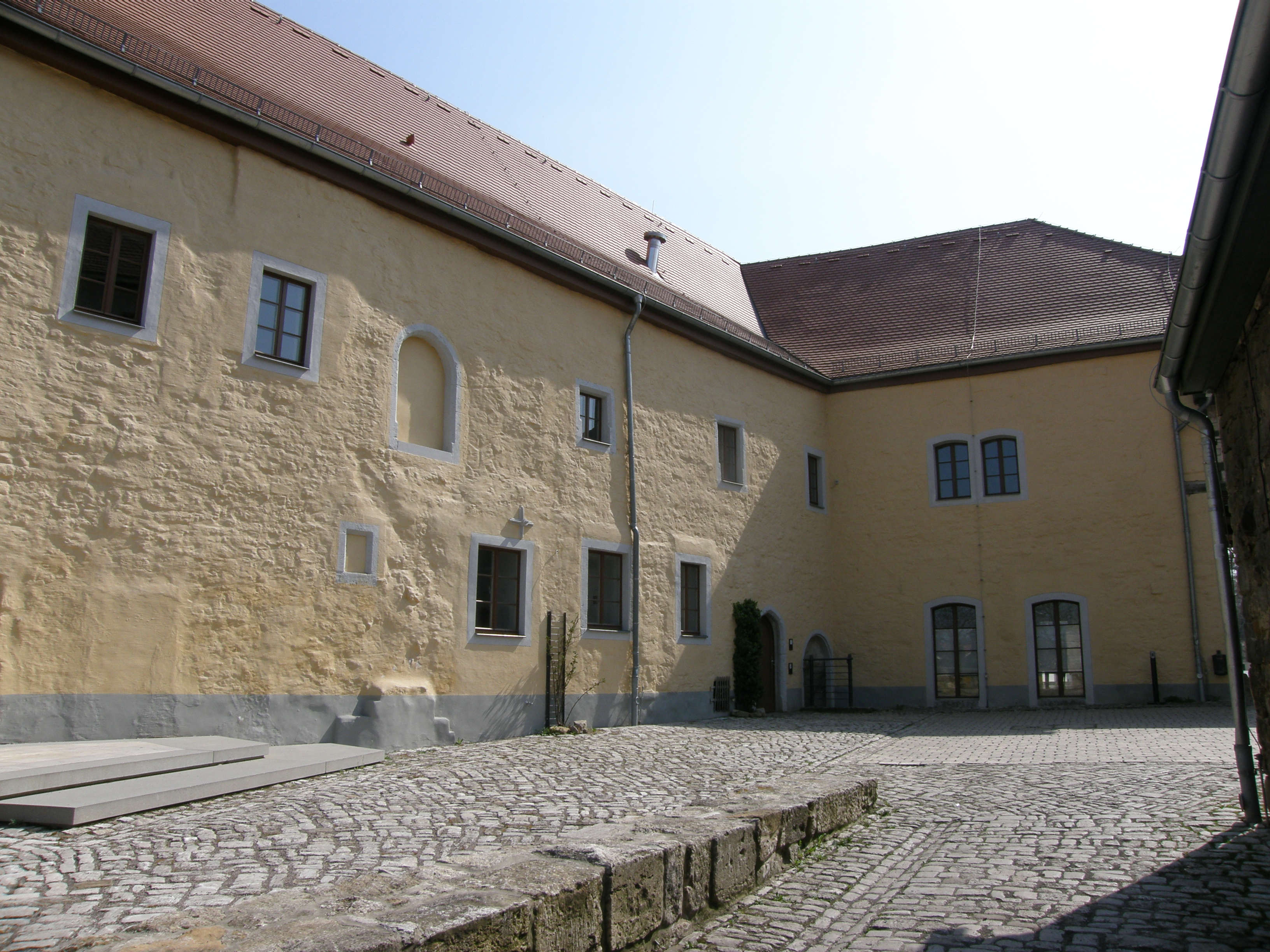
Замок
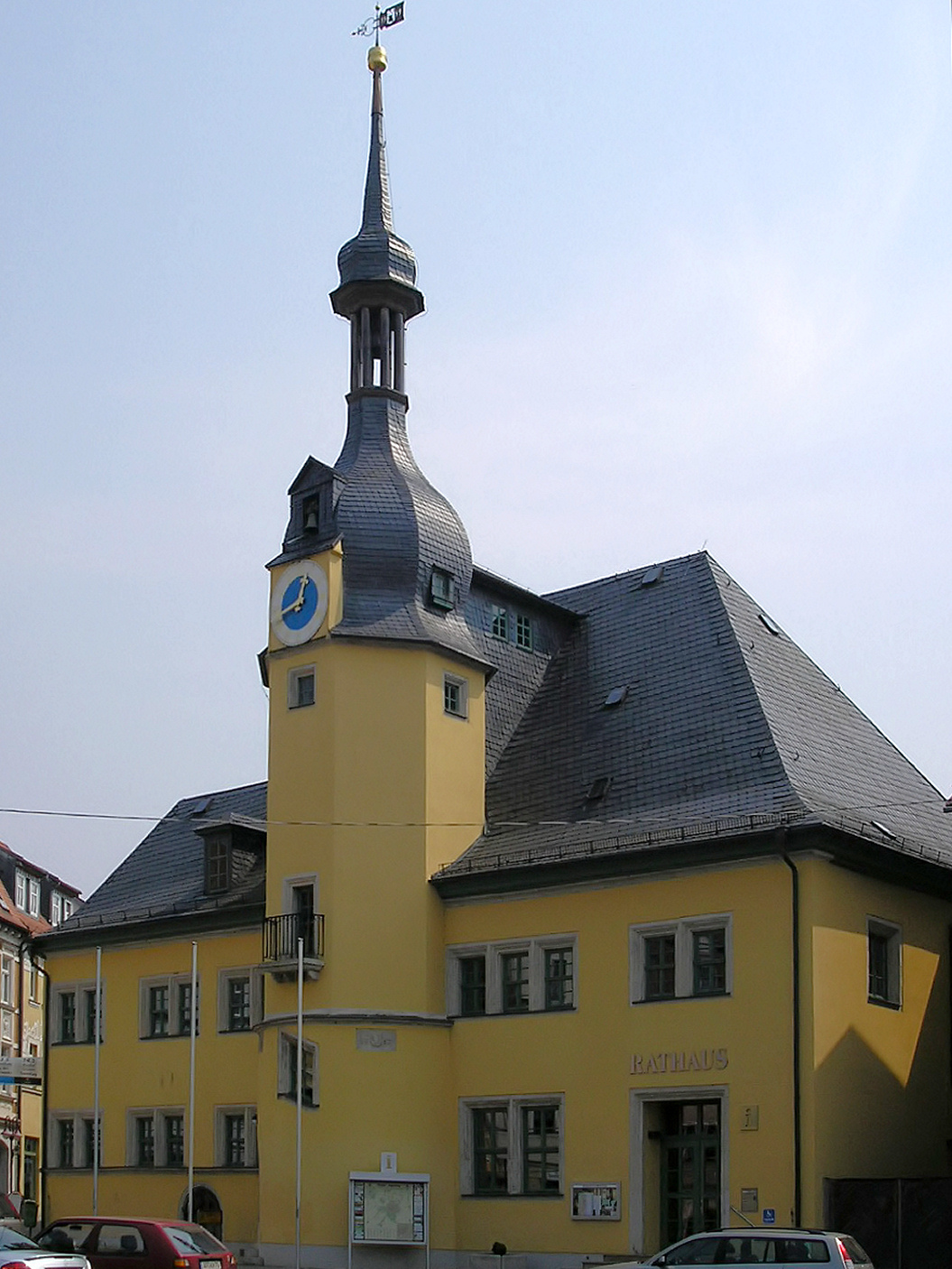
Ратуша